# Іст-Гейвен (Коннектикут)
Іст-Гейвен (англ. East Haven) — місто (англ. town) в США, в окрузі Нью-Гейвен штату Коннектикут. Населення — 27 923 особи (2020).

### Клімат
| Клімат : Іст-Гейвен   | Клімат : Іст-Гейвен | Клімат : Іст-Гейвен | Клімат : Іст-Гейвен | Клімат : Іст-Гейвен | Клімат : Іст-Гейвен | Клімат : Іст-Гейвен | Клімат : Іст-Гейвен | Клімат : Іст-Гейвен | Клімат : Іст-Гейвен | Клімат : Іст-Гейвен | Клімат : Іст-Гейвен | Клімат : Іст-Гейвен | Клімат : Іст-Гейвен |
| Показник              | Січ.                | Лют.                | Бер.                | Квіт.               | Трав.               | Черв.               | Лип.                | Серп.               | Вер.                | Жовт.               | Лист.               | Груд.               | Рік                 |
| Середній максимум, °C | 1,9                 | 3,7                 | 8,9                 | 15,3                | 21,6                | 26,3                | 28,8                | 27,4                | 22,8                | 16,7                | 10,4                | 4,2                 | 15,7                |
| Середній мінімум, °C  | −8                  | −7,1                | −2,6                | 2,4                 | 8,2                 | 13,2                | 16,1                | 15,1                | 10,7                | 4,3                 | −1,9                | −5,1                | 3,9                 |
| Норма опадів, мм      | 95                  | 94                  | 105                 | 94                  | 95                  | 84                  | 101                 | 107                 | 91                  | 88                  | 95                  | 97                  | 1145                |
| Днів з опадами        | 10                  | 8                   | 10                  | 14                  | 11                  | 9                   | 9                   | 8                   | 7                   | 8                   | 9                   | 9                   | 109                 |
| --------------------- | ------------------- | ------------------- | ------------------- | ------------------- | ------------------- | ------------------- | ------------------- | ------------------- | ------------------- | ------------------- | ------------------- | ------------------- | ------------------- |
| Джерело: Weatherbase, |                     |                     |                     |                     |                     |                     |                     |                     |                     |                     |                     |                     |                     |

## Демографія
Згідно з переписом 2010 року, у місті мешкало 29 257 осіб у 11 756 домогосподарствах у складі 7434 родин. Було 12533 помешкання
Расовий склад населення:
| - 88,5 % — білих - 3,3 % — азіатів - 2,9 % — чорних або афроамериканців - 0,2 % — корінних американців - 3,6 % — осіб інших рас |

До двох чи більше рас належало 1,6 %. Частка іспаномовних становила 10,3 % від усіх жителів.
За віковим діапазоном населення розподілялося таким чином: 19,3 % — особи молодші 18 років, 63,1 % — особи у віці 18—64 років, 17,6 % — особи у віці 65 років та старші. Медіана віку мешканця становила 42,5 року. На 100 осіб жіночої статі у місті припадало 91,1 чоловіків;  на 100 жінок у віці від 18 років та старших — 87,9 чоловіків також старших 18 років.
Середній дохід на одне домашнє господарство  становив 81 053 долари США (медіана — 63 051), а середній дохід на одну сім'ю — 93 602 долари (медіана — 77 775). Медіана доходів становила 56 383 долари для чоловіків та 47 238 доларів для жінок. За межею бідності перебувало 8,7 % осіб, у тому числі 13,0 % дітей у віці до 18 років та 7,0 % осіб у віці 65 років та старших.
Цивільне працевлаштоване населення становило 14 318 осіб. Основні галузі зайнятості: освіта, охорона здоров'я та соціальна допомога — 25,2 %, роздрібна торгівля — 16,4 %, виробництво — 11,2 %, будівництво — 7,9 %.